# Kathryn Selby
Kathy Selby, cuyo nombre completo es Kathryn Shauna Selby, (Australia, 1962) es una pianista clásica australiana.

## Vida
Creció en Sídney, e ingresó en el Conservatorio de Música de Sídney a la edad de siete años, estudiando bajo Nancy Salas. Siguió este estudio con Béla Síki en la Universidad de Washington en Seattle. En 1976 fue galardonada con una Beca Churchill. En 1978 ganó una beca de American Music, que la llevó a hacer su debut con la Orquesta de Filadelfia. En 1981 recibió una beca internacional del Australia Council, para estudios en los Estados Unidos. Tocó en la Asamblea General de Naciones Unidas en un concierto ofrecido en la ayuda de UNICEF por el Gobierno de Australia, en asociación con Dame Joan Sutherland y Richard Bonynge. 
Después estudió en el Instituto de Música Curtis de Filadelfia con Mieczysław Horszowski. Allí ganó el prestigioso Premio Rachmaninoff y la Medalla de Oro del Instituto. En 1983 se graduó en el Bryn Mawr College, donde estudió con Claude Frank. Hizo su maestría en música en la Escuela Juilliard, donde su maestro fue Rudolf Firkušný, y ganó el Concurso Mozart de la institución. 

## Carrera
Selby ha ganado premios en el Concurso Van Cliburn, el Concurso William Kapell, el Bruce Hungerford Memorial Award y el Concurso de Jóvenes Artistas de Nueva York, con un recital de debut en el Carnegie Hall. Pasó el verano de 1982, en el Festival de Música de Marlboro, en respuesta a la invitación de Rudolf Serkin.
Regresó a Australia en 1988, por su nombramiento como el primer Músico en Residencia en la Universidad de Macquarie. Ocupó este cargo hasta el año 2003. Fue miembro fundador del Macquarie Trío, y desde 1993 a 2006 también su mánager. El trío llegó a un abrupto final después de que su financiación de la universidad fue cortada, lo que a su vez fue seguido de desacuerdos entre los miembros. Más tarde fundó TriOz, y ahora se presenta en música de cámara bajo la bandera de "Selby y Amigos".
Para un acto en el Ayuntamiento de Sídney el 22 de diciembre de 1995, Peter Sculthorpe escribió un arreglo para violonchelo y piano de su obra Despedida, de 1947, que fue interpretado por Nathan Waks y Kathryn Selby.
Selby ha actuado con numerosas orquestas en los Estados Unidos, Australia y otros países. Estas incluyen la Orquesta de Filadelfia (de la que fue una de las fundadoras de su grupo de cámara), la Orquesta Boston Pops, la Orquesta Sinfónica de Cincinnati, la Orquesta Sinfónica de Indianápolis, la Orquesta Sinfónica de Pittsburgh, la Orquesta Sinfónica de San Luis, la Orquesta Sinfónica de San Francisco, la Orquesta de Cámara de Australia, la Orquesta Sinfónica de Sídney, la Orquesta Sinfónica de Melbourne, la Orquesta de Queensland, la Orquesta Sinfónica de Camberra y Orquesta Sinfónica de Australia Occidental. Se ha presentado en los Festivales de Atenas, Spoleto, Caramoor, Aspen, Marlboro o el Mozart de Sídneyy. Ha hecho numerosas grabaciones.

## Premios y reconocimientos
- En 2013 en el Día de Australia fue nombrada "Member of the Order of Australia (AM)" (Miembro de la Orden de Australia) "por sus importantes servicios a las artes como concertista de piano e intérprete de música de cámara".[8]